# الوود کوک
 الوود کوک (انگلیسی: Elwood Cooke؛ زاده ۵ ژوئیهٔ ۱۹۱۳ – درگذشته ۱۶ آوریل ۲۰۰۴) یک تنیس‌باز اهل ایالات متحده آمریکا بود.